# Vernonia blodgettii
Vernonia blodgettii là một loài thực vật có hoa trong họ Cúc. Loài này được Small miêu tả khoa học đầu tiên năm 1903.